# Сервеч (приток Немана)
Се́рвеч, Се́рвечь (бел. Сэ́рвач) — река в Беларуси, протекает по территории Барановичского района Брестской области, Кореличского и Новогрудского районов Гродненской области, левый приток Немана.

## Название
Гидроним представляет собой сложение корневых компонентов Сер- + -веч. Первый из них мотивируется словом сер — «река» из языка коми, а второй является модификацией древнего гидронимического корня со значением «вода», «влага», «мокрый». Формант -вечь в гидрониме Сервечь происходит из прибалтийско-финского слова vesi, vezi «вода».

## География
Верхнее течение проходит по Барановичскому району Брестской области, затем река перетекает в Кореличский район Гродненской области, по которому и преодолевает бо́льшую часть течения. Заключительные километры течения проходят по Новогрудскому району. Генеральное направление течения — север и северо-восток. Длина реки составляет 63 км. Из них 22 км приходится на Барановичский район, 38 км — на Кореличский район, 3 км — на Новогрудский район.
Река образуется при слиянии множества ручьёв, протекающих по территории Городищенского сельсовета Барановичского района Брестской области. По одним данным, исток реки находится около деревни Селявичи в 18 км к северо-западу от центра города Барановичи. По другим данным — около деревни Богуши. Сервеч впадает в Неман с левой стороны у деревни Понемонь. Средний уклон реки составляет 1,2 м/км.
Водосбор в верхней и средней части относится к восточным склонам Новогрудской возвышенности, нижняя — к Неманской низменности. 10 % его территории покрыто смешанным лесом. Площадь водосборного бассейна — 770 км². Густота речной сетки — 0,55 км/км². Основные притоки — Петуховка, Корчёвка, Невда, Рута (все — левые).

## Гидрография
Долина имеет трапециевидную форму. Её ширина в верховьях составляет 0,3—0,5 км; в среднем течении — 1—1,5 км. В низовьях долина невыраженная. Пойма двусторонняя, заболоченная или луговая, пересечённая сетью мелиоративных каналов. Ширина поймы в верховьях — 50—100 м, в среднем течении — 400—600 м, в устье — более 1 км. Русло извилистое, в нижнем течении канализованное. В нижнем течении вокруг реки создана обширная сеть мелиоративных каналов. В верхнем течении около деревни Кутовщина река перегорожена плотиной, образующей водохранилище (также именуется Кутовщина; ранее — Лизаровское). Ширина реки в нижнем течении достигает 15 метров[уточнить].
Склоны речной долины суглинистые или супесчаные, пологие или умеренно крутые, высотой 10—15 м, местами покрытые лесом и кустарником. Берега супесчаные, реже торфянистые, чаще крутые.
Среднегодовой расход воды в устье составляет 4,8 м³/с. Скорость течения в низовьях — 0,3 м/с[уточнить].
Ледостав происходит во второй половине декабря, ледоход — в середине марта. Наивысший уровень половодья отмечается в начале третьей декады марта. Уровень воды в это время повышается на 2 м относительно межени. На период весеннего половодья приходится около 45 % годового стока.

## Населённые пункты
Долина реки плотно заселена, река протекает большое число населённых пунктов. Крупнейший из них — городской посёлок Городище. Другие большие сёла и деревни — Великое Село, Кисели, Ясенец, Гречихи, Кутовщина, Карчёво (Брестская область); Цирин, Осташин, Крынки, Берёзовец, Понемонь (Гродненская область). Сервеч протекает в 3 км от райцентра, посёлка Кореличи, которые стоят на притоке Сервеча реке Рута.